# Xã Scott, Quận Bourbon, Kansas
Xã Scott (tiếng Anh: Scott Township) là một xã thuộc quận Bourbon, tiểu bang Kansas, Hoa Kỳ. Năm 2010, dân số của xã này là 2.327 người.